# The Way We Walk, Volume Two: The Longs
The Way We Walk, Volume One: The Longs – piąty album koncertowy zespołu Genesis, wydany w roku 1993.

## Lista utworów
| Numer | Tytuł                                       | Miejsce nagrania                                                      | Czas  |
| ----- | ------------------------------------------- | --------------------------------------------------------------------- | ----- |
| 1.    | "Old Medley"                                | 10 czerwca 1992 Niedersachsenstadion, Hanower, Dolna Saksonia, Niemcy | 19:32 |
|       | - "Dance on a Volcano"                      |                                                                       |       |
|       | - "The Lamb Lies Down On Brodway (Genesis)" |                                                                       |       |
|       | - "The Musical Box"                         |                                                                       |       |
|       | - "Firth Of Fifth"                          |                                                                       |       |
|       | - "I Know What I Like (In Your Wardrobe)"   |                                                                       |       |
|       | - "That’s All (Genesis)"                    |                                                                       |       |
|       | - "Illegal Alien"                           |                                                                       |       |
|       | - "Your Own Special Way"                    |                                                                       |       |
|       | - "Follow You Follow Me"                    |                                                                       |       |
| 2.    | "Driving the Last Spike"                    | 13 czerwca 1992 Niedersachsenstadion, Hanower, Dolna Saksonia, Niemcy | 10:18 |
| 3.    | "Domino"                                    | 10 czerwca 1992 Niedersachsenstadion, Hanower, Dolna Saksonia, Niemcy | 11:21 |
|       | – Part I – In the Glow of the Night         |                                                                       |       |
|       | – Part II – The Last Domino                 |                                                                       |       |
| 4.    | "Fading Lights"                             | 13 czerwca 1992 Niedersachsenstadion, Hanower, Dolna Saksonia, Niemcy | 10:55 |
| 5.    | "Home by the Sea / Second Home by the Sea"  | 10 czerwca 1992 Niedersachsenstadion, Hanower, Dolna Saksonia, Niemcy | 12:14 |
| 6.    | "Drum Duet"                                 | 10 czerwca 1992 Niedersachsenstadion, Hanower, Dolna Saksonia, Niemcy | 6:06  |

## Twórcy
- Tony Banks – instrumenty klawiszowe
- Phil Collins – śpiew, perkusja, instrumenty perkusyjne
- Mike Rutherford – gitara basowa, gitara
- Chester Thompson – perkusja
- Daryl Stuermer – gitara